# Serieåret 1911

## Händelser

### April
- 8 april: den amerikanska serien Little Nemo in Slumberland ("Lille Nemo i Drömrike") har premiär som animerad kortfilm efter 4 års arbete av tecknaren Winsor McCay.

## Födda
- 11 januari - Jack Burnley (död 2006), amerikansk serietecknare.
- 28 april - Lee Falk (död 1999), amerikansk serieskapare, känd bland annat för Mandrake och Fantomen.
- 20 maj - Gardner Fox (död 1986), amerikansk författare, känd för att ha skapat flera seriefigurer åt DC Comics.
- 1 augusti - Jackie Ormes (död 1985), amerikansk serieskapare.
- 26 augusti - Otto Binder (död 1974), amerikansk serieskapare.
- 26 september - Sirius, alias för Max Mayeu (död 1997), belgisk serietecknare.
- 25 november - Paul Murry (död 1989), amerikansk serietecknare.
- 15 december - René Ríos Boettiger (död 2000), chilensk serieskapare.
- 25 december - Burne Hogarth (d, 1996), amerikansk serietecknare, illustratör och författare, mest känd som tecknare av serien Tarzan.